# Agromyza leechi
Agromyza leechi är en tvåvingeart som beskrevs av Spencer 1969. Agromyza leechi ingår i släktet Agromyza och familjen minerarflugor. Inga underarter finns listade i Catalogue of Life.